# Russian Standard (korporace)
Russian Standard (rusky Русский Стандарт) je ruská holdingová společnost, vlastněná ruským magnátem tatarského původu Roustamem Tarikem. Byla založena v roce 1992 a sídlem její centrály je Moskva. Korporace zahrnuje výrobu a obchod s alkoholem (Russian Standard Company), bankovnictví (Russian Standard Bank) a pojišťovnictví (Russian Standard Insurance).